# Lotnisko Częstochowa-Rudniki
Lotnisko Częstochowa-Rudniki (kod lotniska IATA: CZW, kod lotniska ICAO: EPRU) – powojskowe lotnisko w Kościelcu koło Rudnik, leżące w odległości ok. 10 km od centrum Częstochowy w kierunku północno-wschodnim przy Autostradzie A1 (E 75) Gdańsk–Gorzyczki, obecnie mienie prywatne.

## Dane lotniska
Od 2007 do 2017 figurowało w ewidencji lądowisk Urzędu Lotnictwa Cywilnego pod poz. 24 (nr ewidencyjny 34). W 2017 zostało wpisane do Rejestru Lotnisk Cywilnych jako lotnisko użytku publicznego niepodlegające certyfikacji.
Lotnisko dopuszczone do operacji lotniczych wykonywanych przez samoloty, śmigłowce, wiatrakowce, szybowce, paralotnie, paralotnie z napędem, motolotnie, spadochrony zgodnie z przepisami dla lotów z widocznością VFR w dzień i w nocy dla statków powietrznych o całkowitej masie startowej (MTOW) do 5700 kg.
- Lotnisko: Lotnisko Częstochowa-Rudniki - EPRU
- Lokalizacja (WGS–84):	
  - 50° 53' 10,08" N
  - 19° 12' 08,90" E
- Częstotliwość lotniska: 121.315 MHz[3] - Rudniki Radio
- Pasy startowe:	
  - (DS 1) 2000 × 60 m (260°/080°), beton
  - (DS 2) 640 × 280 m (260°R/080°L), trawa
  - (DS 3) 2200 × 200 m (260°L/080°R), trawa
- Elewacja pasa startowego: 262 m / 859,58 ft (n.p.m.)
- Lądowisko czynne cały rok w dzień i w nocy
- Godziny pracy Zarządzającego lądowiska (Aeroklubu Częstochowskiego): dni robocze od 8.00–16.00
  - Przyloty w godzinach pracy Zarządzającego należy uzgodnić z Zarządzającym
  - Przyloty poza godzinami pracy Zarządzającego oraz w dni świąteczne należy uzgodnić z Zarządzającym lądowiska z wyprzedzeniem 24 H.

Źródło:.
Lotnisko jest w części używane przez Aeroklub Częstochowski. Posiada betonową drogę startową 08/26 o długości 2000 m i szerokości 60 m, drogi kołowania, hangary, magazyny, bazę paliwową, wieżę kontroli ruchu lotniczego, budynek aeroklubu z kawiarenką i duży teren trawiasty z polem namiotowym. W pobliżu znajduje się bocznica kolejowa i stacja trafo.
Na podczęstochowskim lotnisku Rudniki działa cały rok strefa spadochronowa Szkoły Spadochronowej „Omega”. Gdzie jest możliwość wykonywania skoków tandemowych oraz można uczestniczyć w kursach spadochronowych AFF. 
5 lipca 2014 pod Topolowem, wyniku katastrofy samolotu Piper PA-31 Navajo należącego do Szkoły Spadochronowej „Omega”, transportującego spadochroniarzy, śmierć poniosło 11 osób, a 1 została ranna.

## Historia lotniska
W 1940 dowództwo Luftwaffe postanowiło zrealizować swój program rozwoju sieci lotnisk wojskowych. Konsekwencją tego było wybudowanie dwóch lotnisk na ziemiach polskich, obiektów położonych w niewielkiej odległości od dotychczas używanych lądowisk. Były to jednostki w Rudnikach na północ od Częstochowy oraz Zendek położony 30 km na zachód od Zawiercia i 16 km na północ od Będzina.
W Rudnikach powstała Luftkriegschule IX, jednostka działająca od listopada 1942 do lipca 1944. Następnie utworzono Segelfliegerschule der Luftwaffe Tschenstochau. Tam właśnie prowadzono szkolenie szybowcowe. Szkolenie to odbywało się za wyciągarką szybowcową lub na holu. Była to jednak nieduża jednostka – znacznie mniejsza w porównaniu z lotniskiem w Zendku. Zajmowało ono teren, który współcześnie stanowi północny skraj MPL Katowice we wsi Pyrzowice.
Od 1950 lotnisko należy do Aeroklubu Częstochowskiego, jednak w Rudnikach częstochowscy lotnicy pojawili dopiero w 1957. Do tego czasu decyzją władz centralnych terenem gospodarowało wojsko.
Od roku 1953 lotnisko wojskowe (kategorii II – zapasowe). W roku 1958 zapasowe dla 39. Pułku Lotnictwa Myśliwskiego. W 1961  na lotnisku okresowo bazował 53. Pułk Lotnictwa Szturmowego, z samolotami Lim-2. W latach 80. XX wieku było lotniskiem zapasowym dla 10. Pułku Lotnictwa Myśliwskiego OPK im. Ludowych Partyzantów Ziemi Krakowskiej. 
W 1983 przez jeden sezon w okresie letnim istniało połączenie lotnicze, które obsługiwały PLL LOT. W  2001 lotnisko przejęła  Agencji Mienia Wojskowego, która wystawiła je na sprzedaż (z zastrzeżeniem  zachowania jego lotniczego charakteru). W 2004 zostało kupione przez prywatną osobę. 
W 2018 lotnisko było miejscem planu filmowego. Na płycie lotniska powstały zdjęcia do filmu "Kurier".

## Plany rozwoju lotniska
Szanse rozwoju lądowiska jako portu lotniczego są niejasne. Lądowisko znajduje się 66 km od szybko rozwijającego się międzynarodowego portu lotniczego Katowice-Pyrzowice. Mimo to władze Częstochowy starają się przejąć lądowisko. Gazeta Wyborcza napisała 21 sierpnia 2006: „Samorządowcy widzą szansę na przejęcie terenów po lotnisku w Rudnikach. Nadzieję dał im raport Najwyższej Izby Kontroli o nieprawidłowościach w Agencji Mienia Wojskowego”.